# Saint-Nizier-de-Fornas
Saint-Nizier-de-Fornas este o comună în departamentul Loire din sud-estul Franței. În 2009 avea o populație de 639 de locuitori.

## Evoluția populației
| An        | 1975 | 1982 | 1990 | 1999 | 2006 | 2009 |
| --------- | ---- | ---- | ---- | ---- | ---- | ---- |
| Populație | 436  | 453  | 514  | 585  | 618  | 639  |